# Phalaenoides
Phalaenoides is een geslacht van vlinders van de familie uilen (Noctuidae), uit de onderfamilie Agaristinae.

## Soorten
- P. glycinae Lewin, 1805
- P. polysticta Butler, 1875
- P. tristifica Hb., 1819